# Pseudophacopteron zimmermanni
Pseudophacopteron zimmermanni är en insektsart som först beskrevs av Aulmann 1912.  Pseudophacopteron zimmermanni ingår i släktet Pseudophacopteron och familjen Phacopteronidae. Inga underarter finns listade i Catalogue of Life.